# Ożarów (województwo lubelskie)
Ożarów – wieś w Polsce położona w województwie lubelskim, w powiecie lubelskim, w gminie Jastków.
W latach 1975–1998 miejscowość położona była w województwie lubelskim.
Wieś stanowi sołectwo gminy Jastków. Według Narodowego Spisu Powszechnego z roku 2011 wieś liczyła 600 mieszkańców.
Wierni Kościoła rzymskokatolickiego należą do parafii Przemienienia Pańskiego w Garbowie.